# Gibbaeum dispar
Gibbaeum dispar es una especie de planta suculenta perteneciente a la familia de las aizoáceas.  Es originaria de Sudáfrica. 

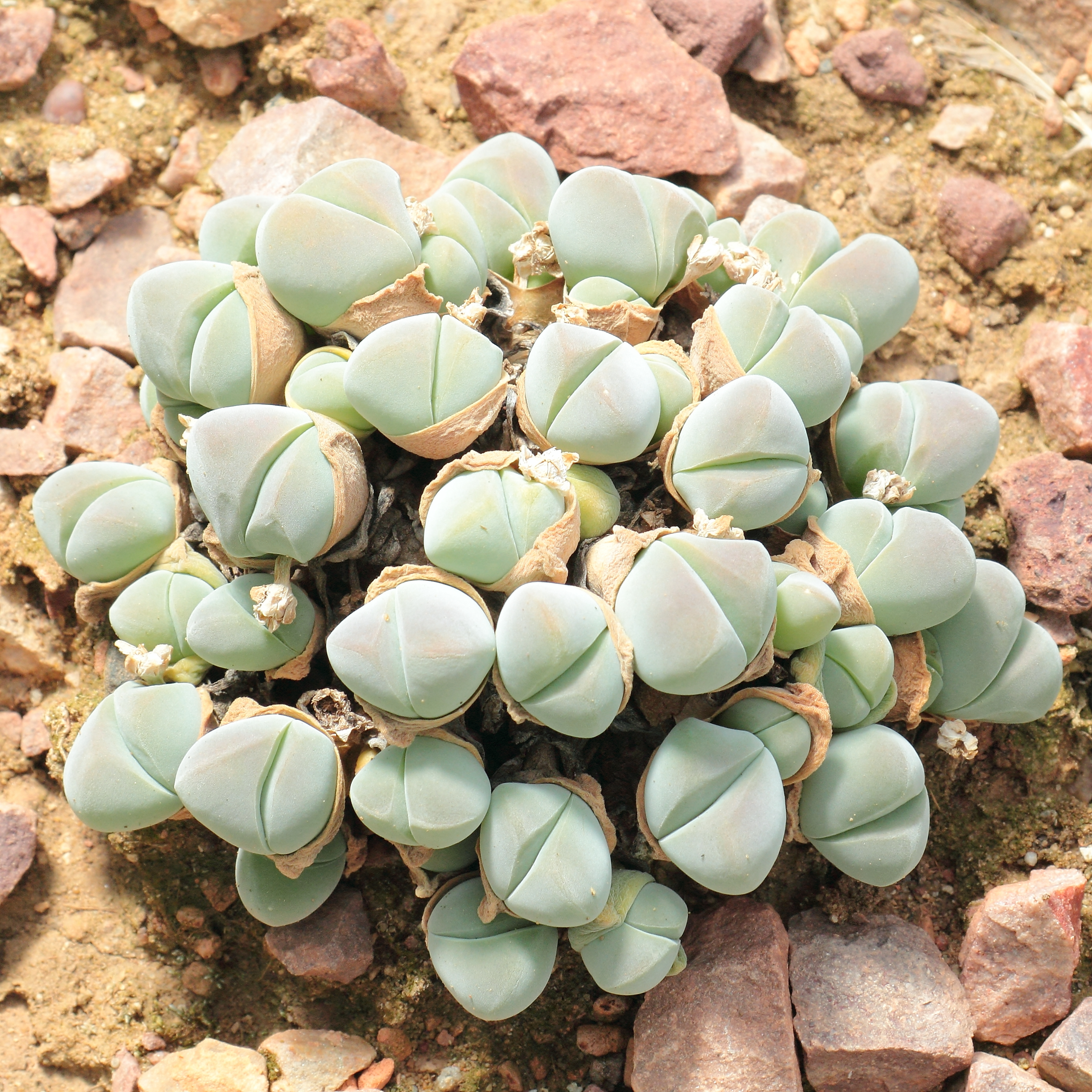
Vista de la planta

## Descripción
Es una pequeña planta suculenta perennifolia  de tamaño enano, con forma de montículo. Son extremadamente xerófilas. Las hojas son pareadascon forma de huevo, desiguales en tamaño y grosor, de color verde grisáceo, con una textura algo aterciopelada, causado por la presencia de numerosos pelos o papilas diminutas. Las flores son de un color rojo violeta.

## Taxonomía
Gibbaeum dispar fue descrito por  N.E.Br. y publicado en The Gardeners' Chronicle & Agricultural Gazette  III, 79: 215 1926.
Etimología
Gibbaeum: nombre genérico que deriva del latín gibba que significa "tuberculada".
dispar: epíteto latino que significa "desigual, diferente".